# Initiative Transparente Zivilgesellschaft

ITZ-Logo

Die Initiative Transparente Zivilgesellschaft (ITZ) wurde im Juni 2010 von Transparency International Deutschland ins Leben gerufen. Getragen wird die Initiative von Transparency International Deutschland (TI-D), dem Bundesverband Deutscher Stiftungen, dem Deutschen Zentralinstitut für soziale Fragen (DZI), dem Deutschen Fundraising Verband, dem Deutschen Kulturrat, dem Deutschen Naturschutzring, dem Deutschen Spendenrat, der Maecenata Stiftung, Phineo, dem Verband Entwicklungspolitik und Humanitäre Hilfe deutscher Nichtregierungsorganisationen (VENRO) und dem Verbraucherzentrale Bundesverband vzbv.
Dieser Trägerkreis sorgt für die Verbreitung der Initiative, kontrolliert stichprobenartig die Einhaltung der Teilnahmebedingungen und ist für ihre inhaltliche und organisatorische Weiterentwicklung verantwortlich. Operativ wird die Initiative Transparente Zivilgesellschaft begleitet hauptamtlichen Mitarbeitern bei Transparency International Deutschland und dem DZI sowie ehrenamtlich Mitarbeitenden.
Bislang haben 1.974 Organisationen die Selbstverpflichtung unterzeichnet (Stand: 2. Dezember 2024).

## Ziele
Einheitliche Veröffentlichungspflichten für gemeinnützige Organisationen gibt es in Deutschland nicht. Mit Ausnahme gemeinnütziger Kapitalgesellschaften wie gemeinnützige GmbH oder gemeinnützige Aktiengesellschaften sind gemeinnützige Organisationen derzeit nicht verpflichtet, die Öffentlichkeit über die Herkunft und Verwendung ihrer Mittel zu informieren. Ziel der Initiative ist es, ein möglichst breites Aktionsbündnis innerhalb der Zivilgesellschaft herzustellen, das sich auf die wesentlichen Parameter für effektive Transparenz einigt.
Die Unterzeichner der Initiative verpflichten sich, zehn relevante Informationen über ihre Organisation leicht auffindbar, in einem bestimmten Format der breiten Öffentlichkeit zugänglich zu machen. Die Anforderungen sind bewusst niedrig, damit auch kleinere Organisationen ohne großen Aufwand der Initiative beitreten können.
Die Unterzeichner der Initiative Transparente Zivilgesellschaft verpflichten sich, im Rahmen eines für alle Organisationen gleichen Formats offenzulegen, welche Ziele ihre Organisation verfolgt, woher die Mittel stammen, wie sie verwendet werden, und wer darüber entscheidet. Sie stellen diese Informationen klar strukturiert und leicht auffindbar ins Internet. Vor allem lokale und regionale Organisationen werden durch die Initiative ermutigt, sich dem Thema Transparenz stärker zu widmen.
Auf Basis der Initiative sind vergleichende Auswertungen möglich, wie z. B. eine Studie zu „Transparenz in deutschen Sportstiftungen“. Gleichzeitig werden die Bürger aufgerufen, von dem Informationsangebot Gebrauch zu machen und den Dialog mit den Organisationen der Zivilgesellschaft zu verstärken.

## Teilnahmebedingungen
An der Initiative können alle zivilgesellschaftlichen Organisationen, unabhängig von ihrer Rechtsform, Größe oder Tätigkeitsbereich, teilnehmen. Bis April 2020 war dies nur Organisationen möglich, die als gemeinnützig anerkannt sind. Der Trägerkreis reagierte mit dieser Öffnung „auf die schleppenden Reformbemühungen der Bundesregierung in puncto Gemeinnützigkeitsrecht“. Kernstück der Initiative Transparente Zivilgesellschaft ist eine Selbstverpflichtungserklärung, in der teilnehmende Organisationen einwilligen, zehn definierte Informationen an leicht auffindbarer Stelle auf ihrer eigenen Internetseite zu veröffentlichen. Diese Informationen betreffen:
1. allgemeine Angaben zur Organisation,
2. Dokumente zu den konkreten Zielen der Organisation (Satzung, Gesellschaftsvertrag, Vision, Leitbild, Werte, Förderkriterien),
3. Datum des jüngsten Bescheids des Finanzamts über Anerkennung als steuerbegünstigte (gemeinnützige) Körperschaft,
4. Name und Funktion wesentlicher Entscheidungsträger,
5. Bericht über die Tätigkeit der Organisation,
6. Personalstruktur,
7. Mittelherkunft,
8. Mittelverwendung,
9. gesellschaftsrechtliche Verbundenheit mit Dritten (z. B. Mutter- oder Tochtergesellschaften),
10. sowie die Namen von juristischen Personen, deren jährliche Zuwendungen mehr als zehn Prozent der gesamten Jahreseinnahmen ausmachen.

Nach Kontrolle der Umsetzung dieser Vorgabe werden die Teilnehmer in die Liste der Unterzeichnerorganisationen aufgenommen und dürfen das Logo der Initiative verwenden.